# Lina Schneider

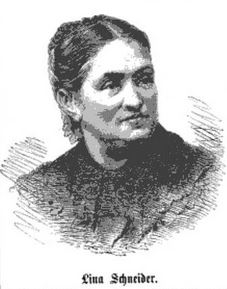
Lina Schneider

Lina Schneider (geborene Weller) (* 15. Januar 1831 in Weimar; † 1. September 1909 in Köln) war eine deutsche Schriftstellerin, Literaturwissenschaftlerin und Lehrerin. Sie benutzte das Pseudonym Wilhelm Berg.

## Leben
Ihr Vater, Christian Gottlieb Weller, war Beamter bei der Haupt-Landschaffts-Casse in Weimar, ihre Mutter war Henriette Buchner. Sie hatte drei jüngere Geschwister. Sie erhielt zunächst Hausunterricht und besuchte dann die protestantische Schule, wo sie Anregungen zum Schreiben von Aufsätzen erhielt. Sie betrieb Studien in mittelhochdeutscher Literaturgeschichte, in der niederländischen Sprache und Literatur und in Naturkunde. Sie heiratete 1852 den Tenor und Musiklehrer Carl Schneider. Der Ehe entstammten drei Töchter. 1862 zog das Paar nach Rotterdam. Hier hielt sie Vorlesungen über deutsche und niederländische Literatur und wurde zum Ehrenmitglied der Gesellschaft für niederländische Literaturkunde in Leyden. 1873 erhielt sie von der niederländischen Regierung die große goldene Verdienstmedaille wegen ihrer Verdienste um die niederländische Literatur. 1872 erhielt Carl Schneider eine Professur am Kölner Konservatorium, und das Paar zog nach Köln um. Hier begründete Lina Schneider mit Unterstützung des preußischen Kronprinzen das Victoria-Lyzeum, dessen Vorsteherin sie wurde. Ein weiteres Studiengebiet wurde für Lina Schneider die indische und malaiische Sprache und Literatur des 14. Jahrhunderts. Aus diesen Sprachen übertrug sie mehrere Texte ins Deutsche. Sie verfasste auch den Text zu einem Oratorium.

## Werke (Auswahl)
- Bonifacius. Oratorium in drei Teilen. Musik von Willem Nicolai. Springer, Dordrecht 1873.
- Die Tochter Rolands. Drama in vier Akten. Nach dem Französischen des Vicomte Henri de Bornier frei bearbeitet von Lina Schneider. Reißner & Ganz, Köln 1878.
- Frauengestalten der griechischen Sage und Dichtung. Fernau, Leipzig 1879. (Digitalisat)
- Geschichte der niederländischen Litteratur. Mit Benutzung der hinterlassenen Arbeit von Ferdinand von Hellwald. Friedrich, Leipzig 1887.
- Großmutter-Lieder. Erlebtes und Mitempfundenes. Allgemeine Verlags-Gesellschaft, München 1903.

## Übersetzungen
- Aus dem indischen Leben. von Dr. W. R. Van Hoevell. Aus dem Holländischen von Wilhelm Berg. Denicke, Leipzig 1868.
- Beatrijs. Eine Legende aus dem 14. Jahrhundert. Nijhoff, Haag 1870.
- Akbar. Ein indischer Roman. Deutsche Autorisirte Ausgabe aus dem Niederländischen des Dr. von Limburg-Brouwer. Killinger, Leipzig 1877.
- Das Weib von Samaria. Ein biblisches Drama in drei Bildern von Edmond Rostand. Deubner, Köln 1899.
- Spinoza und sein Kreis. Historisch-kritische Studien über holländische Freigeister. Von K. O. Meinsma. Schnabel, Berlin 1909.
- Jephtha. Trauerspiel. Bühnenbearbeitung zur 300. Geburtstagsfeier des Dichters Joost van den Vondel, aufgeführt auf dem Kölner Stadttheater am 17. November 1887.
- Geschichte der niederländischen Litteratur. Von Willem Jozief Andries Jonckbloet. 2 Bände. Vogel, Leipzig 1870–1872.